# Liste von Bergwerken im Landkreis Birkenfeld

Kommunen im Landkreis Birkenfeld

Die Liste von Bergwerken im Landkreis Birkenfeld umfasst Bergwerke im Landkreis Birkenfeld, Rheinland-Pfalz. 

## Liste

### Idar-Oberstein
| Name            | Stadt/Gemeinde | Bemerkung                                                                               | Lage | Beginn | Ende | Bild |
| --------------- | -------------- | --------------------------------------------------------------------------------------- | ---- | ------ | ---- | ---- |
| Steinkaulenberg | Idar-Oberstein | Amethyst, Jaspis, Opale und Achat; heute Besucherbergwerk Edelsteinmine Steinkaulenberg | Lage |        |      |      |

### Verbandsgemeinde Baumholder
| Name        | Stadt/Gemeinde                | Bemerkung                                                                     | Lage | Beginn         | Ende | Bild |
| ----------- | ----------------------------- | ----------------------------------------------------------------------------- | ---- | -------------- | ---- | ---- |
| Clarashall  | Baumholder (VG), OG Ruschberg | Baryt; mitunter auch irrtümlich Grube Ruschberg genannt                       | Lage |                | 1974 |      |
| Mangangrube | Baumholder, Mambächel         | Mangan; kein Zugang, da innerhalb des Truppenübungsplatzes Baumholder gelegen |      | 19. Jh. (früh) |      |      |
| Kupfergrube | Baumholder, OG Reichenbach    | Kupfer                                                                        | Lage |                |      |      |

### Verbandsgemeinde Birkenfeld
| Name                      | Stadt/Gemeinde                       | Bemerkung                                                                                     | Lage | Beginn | Ende   | Bild |
| ------------------------- | ------------------------------------ | --------------------------------------------------------------------------------------------- | ---- | ------ | ------ | ---- |
| Uranlagerstätte Bühlskopf | Birkenfeld (VG), OG Ellweiler        | Uran; im Tagebau betrieben, Erzverarbeitung noch bis 1989 im Betrieb (Erze aus Menzenschwand) | Lage | 1956   | 1965   |      |
| Rosa                      | Birkenfeld, OG Sonnenberg-Winnenberg | Kupfer                                                                                        | Lage |        | 1930er |      |

### Verbandsgemeinde Herrstein-Rhaunen
| Name                     | Stadt/Gemeinde               | Bemerkung | Lage | Beginn | Ende       | Bild |
| ------------------------ | ---------------------------- | --- | ---- | ------ | ---------- | ---- |
| Abendstern               | Rhaunen                      | Schiefer |      |        |            |      |
| Aurora                   | Weiden, VG Herrstein/Rhaunen | Blei, Zink, Silber, Kupfer; Schachtanlage; heutzutage eingeebnet                                                        | Lage | 1856   | 1900       |      |
| Bocksberg                | Bundenbach                   | Schiefer |      |        |            |      |
| Eschenbach               | Bundenbach                   | Schiefer; überwiegend Tagebau, nicht mehr in Betrieb; auf Firmengelände eines Schiefer-verarbeitenden Betriebes gelegen | Lage |        |            |      |
| Friedrichsfeld           | Bundenbach                   | Blei; geschlossen 1953                                                                                                  | Lage |        |            |      |
| Herrenberg               | Bundenbach                   | Schiefer; heute Besucherbergwerk                                                                                        | Lage |        |            |      |
| Hitler                   | Oberkirn                     | Schiefer |      |        |            |      |
| Karschheck               | Oberkirn                     | Schiefer |      |        |            |      |
| Kupferbergwerk Fischbach | Fischbach                    | Kupfer; auch Kupferbergwerk Hosenbach genannt; seit 1975 als Besucherbergwerk betrieben                                 | Lage |        | 1825 (vor) |      |
| Lingenbach               | Rhaunen                      | Schiefer; Maschinenschacht                                                                                              |      |        |            |      |
| Marienstollen            | Weiden                       | Blei, Silber; 1788 zu Grube Aurora                                                                                      | Lage | 1700   | 1788       |      |
| Meizenrech               | Hausen                       | Schiefer |      |        |            |      |
| Schmiedenberg            | Bundenbach                   | Schiefer |      |        |            |      |
| Schielenberg             | Breitenthal                  | Schiefer |      |        |            |      |
| Stollen                  | Bundenbach                   | [ 5 ] | Lage |        |            |      |
| Wolfshell                | Bundenbach                   | Schiefer |      |        |            |      |